# Nebbiolo d'Alba (DOC)
Il Nebbiolo d'Alba est un vin italien de la région Piémont doté d'une appellation DOC depuis le 27 mai 1973. Seuls ont droit à la DOC les vins rouges récoltés à l'intérieur de l'aire de production définie par le décret. Les vignobles autorisés se situent en province de Coni dans les  communes de Canale, Castellinaldo, Corneliano d'Alba, Monticello d'Alba, Piobesi d'Alba, Priocca, Santa Vittoria d'Alba, Vezza d'Alba, Sinio et Govone ainsi qu'en partie les communes Alba, Bra, Baldissero d'Alba, Castagnito, Diano d'Alba, Grinzane Cavour, Guarene, La Morra, Magliano Alfieri, Monchiero, Monforte d'Alba, Montà, Montaldo Roero, Montelupo Albese, Monteu Roero, Novello, Pocapaglia, Roddi, Roddino, Santo Stefano Roero, Sommariva Perno et Verduno.
La superficie plantée en vignes est de 588  hectares.

## Caractéristiques organoleptiques
- couleur : rouge rubis plus ou moins foncé avec des reflets de grenat après vieillissement.
- odeur : caractéristique léger et délicat qui rappelle la violette, s’accentuant et s’améliorant avec le vieillissement.
- saveur : sec ou agréablement doux, corsé, légèrement tanique quand il est jeune, velouté, harmonieux

## Association de plats conseillée
Charcuterie, hors-d’œuvre et les fromages, les risottos, les plats de pâtes.

## Production
Province, saison, volume en hectolitres :
- pas de données disponibles